# 소금절이

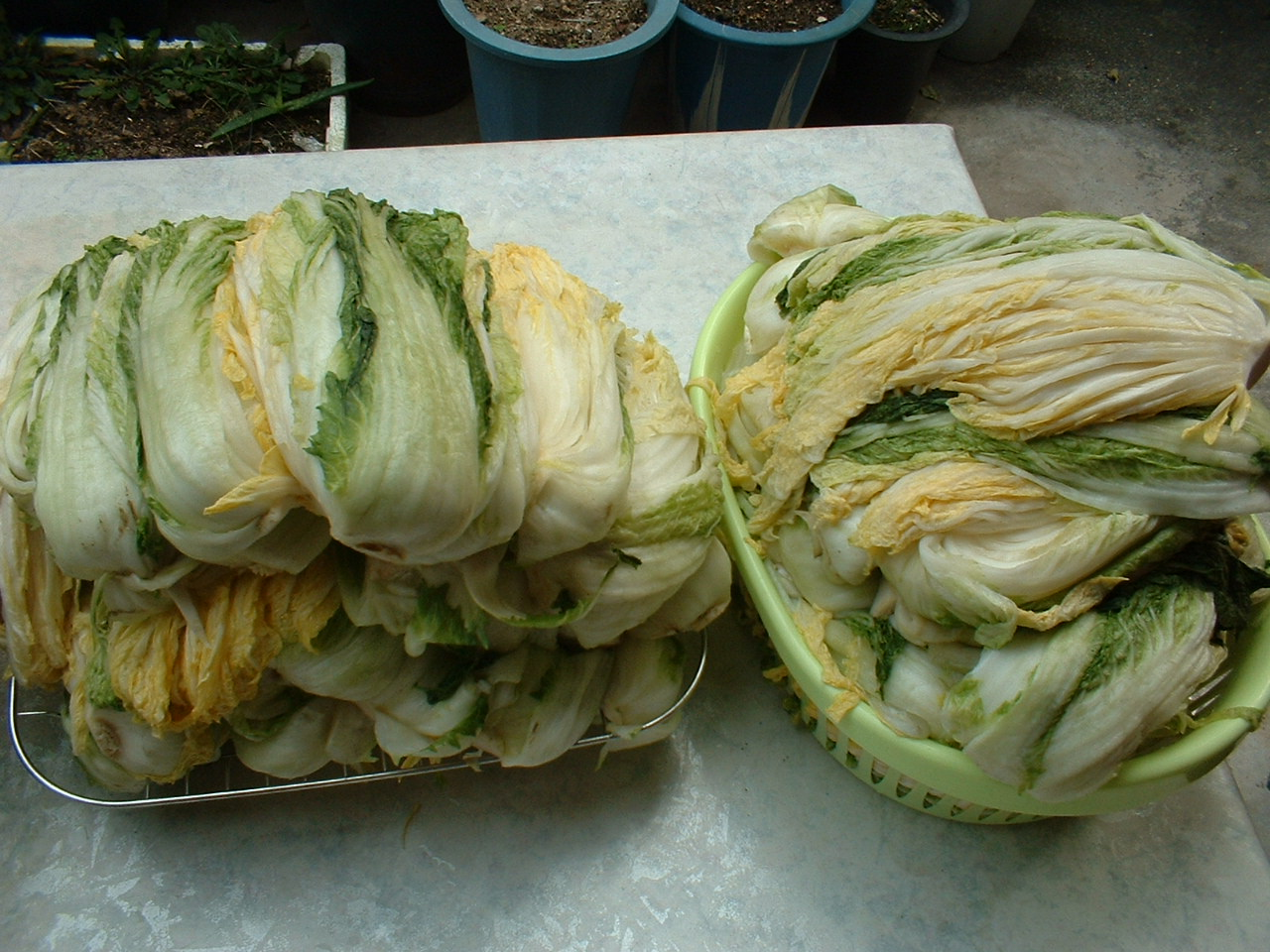
소금에 절인 배추

소금절이 또는 염침(鹽沈)은 고기, 채소 등 음식을 소금에 절이는 일, 또는 소금에 절인 음식이다. 음식을 소금에 절여 저장하는 식품 보존 방식은 염장(鹽藏), 염장법(鹽藏法)으로 부른다. 소금절이는 염지 과정의 하나이기도 하다.
염장은 음식을 보존하는 가장 오래된 방법 중 하나이며, 염건어, 염장고기와 같은 역사적으로 중요한 음식들을 만들어 낸 원동력이 되었다.
소금의 고장성으로 인하여 대부분의 박테리아와 곰팡이와 다른 잠재적인 병원체가 고염도 환경에서 살 수 없다는 점으로 인하여 염장이 사용되며, 살아있는 세포는 삼투압으로 인하여 건조되어 죽거나 일시적으로 비활성화된다.
유대교와 이슬람교 신자들은 음식 계율로 인해 갓 도살된 고기로부터 혈액을 제거하며, 이러한 전통의 유지를 위해 소금과 소금물이 사용된다. 염장은 이슬람교 계율에 따라 도축된 고기보다 유대교 율법에 따라 도축된 고기에 많이 사용된다.

## 방식
식품에 소금을 뿌리는 살염법(撒鹽法, 소금 뿌리기)과 식품을 소금물에 담그는 염수법(鹽水法, 소금물 절이기)으로 나눌 수 있다.
- 섭간법 또는 마른간법: 마른 소금을 뿌려 염장하는 방법이다.
- 물간법: 소금물에 담가 염장하는 방법이다.

## 염장 식품
염장한 음식은 소금절이, 소금절임 또는 염장 식품(鹽藏食品)으로 부르며, 당절임(당장식품), 초절임(산성저장식품)과 함께 절임 류로 분류된다.
소금에 절여 저장하여 만든 식품. 소금물의 삼투 작용에 의하여 수분을 없앰으로써 미생물이 살 수 없게 된다. 굴비 · 자반 · 햄 · 베이컨 · 김치 등이 염장식품에 속한다.
한편 네델란드의 염장 청어는 윌리엄 버켈슨(William Buckelsson)으로 잘 알려진 당시 근대 유럽의 염장 문화 발전상을 잘 보여준다.

## 같이 보기
- 건조
- 왕소금